# أوريو (غيبوثكوا)
بلدية أوريو (بالإسبانية: Orio) هي بلدية تقع في مقاطعة غيبوثكوا التابعة لمنطقة إقليم الباسك شمال إسبانيا.

## الديموغرافيا
بلغ عدد سكان بلدية أوريو 5.270 نسمة عام 2011 (وفقاً للمعهد الوطني للإحصاء الإسباني).
| 4.266 | 4.307 | 4.505 | 4.640 | 4.839 | 5.026 | 5.270 |

## أعلام
- إستيبان أثكوي
- لرتشوندي
- خوسيه لويس أغيري